# غردينية
الغَرْدِينِيَة أو الغَردِنْيَة أو الكردينيا أو الغَردينيا أو الحاصدات  (الاسم العلمي: Gardenia) (نقحرة: غاردينيا أو جاردينيا) هي جنس من النباتات يتبع الفصيلة الفوية من رتبة الجنطيانيات. سمي هذا الجنس من قبل عالم النبات السويدي كارل لينيوس وعالم الطبيعة والتاجر البريطاني جون إيليس تكريماً لعالم الطبيعة الاسكتلندي المولد والأمريكي المنشأ الدكتور ألكسندر غاردين (1730-1791).
لونها أبيض جميل وذات رائحة عطرية مميزة. هذه الزهور الأنيقة ترمز إلى النقاء، الفرح، والحب العميق عتيق الطراز. والشخص الذي يشتري هذا النوع من الزهور يتشارك مع شريكه الذي يحبه تاريخاً متميزاً. هي نبتة مرتفعة الثمن وتباع كبراعم منفصلة، وهي تشكل إعلاناً عاطفيا هاماً يجب أخذه بعين الاعتبار أثناء المناسبات المختلفة.
أصلها من الصين واليابان وهي من النباتات دائمة الخضرة ويصل طولها في الحدائق إلى المتر والنصف، أول مرة ترى فيها الغَرْدِينِيَة في المشتل أو عند بائع النباتات، تسحرك في الحال برائحتها الزكية وأوراقها الخضراء الداكنة واللامعة الغنية. ولا تملك إلا أن تشتريها في الحال لتربيها بنفسك أو كهدية إلى أحبائك. تنمو الغَرْدِينِيَة جيدا إذا توفر لها الجو المعتدل والرطوبة العالية والإضاءة القوية غير المباشرة. بالنسبة للغَرْدِينِيَة التي توضع داخل المنزل فيجب وضعها في مكان بارد مع مراعاة رش النبتة بالماء بشكل متواصل لأنها تحب الأجواء الرطبة لأن نبتة الغَرْدِينِيَة حساسة جدا، وتحتاج إلى عناية خاصة.

## الوصف النباتي
شجيرة معمرة دائمة الخضرة تزرع لجمال أزهارها العطرية القطيفية.
الأوراق خضراء لامعة بيضية الشكل قد تكون صغيرة أو كبيرة حسب النوع والصنف. الأزهار بيضاء ناصعة إلى أبيض عاجي حسب الصنف وقد تكون أزهارها مفردة (طبقة واحدة من الأوراق الزهرية أو مزدوجة اي العديد من الطبقات الزهرية) والأخيرة هي المفضلة في الزراعة لجمال شكل الأزهار والرائحة الجميلة.
الأزهار قابلة للقطف (توضع في المزهريات).
الجذر حساس لمرض الديدان الثعبانية (النيماتودا) أو ما يعرف باسم مرض تعقد الجذور.

## الزراعة (أو الإكثار)
تتكاثر الغَرْدِينِيَة تعقيل بالعقل الطرفية، ولكن ينصح بشراء الغَرْدِينِيَة من المشاتل الموثوق بها لأن جذر النبات حساس للنيماتودا لذلك فهي تطعم على أصل مقاوم لهذا المرض وهذا لا يستطيع الشخص التعامل معه
وأفضل تربة المناسبة هي المكونة من خليط من الطمي والدبال والرمل بنسب متساوية. ويمكن للغاردنيا ان تستمر في نفس الأصيص الموجودة به لمدة سنتين كاملتين، وعند نقل الغاردنيا تنقل إلى وعاء أكبر قدر الإمكان من القديم ويوضع في القاع كمية من الخليط (التربة) ثم ينقل النبات بعناية دون تقطيع الجذور ثم تملأ الفراغات في جوانب الوعاء بخليط التربة وعدم ترك فراغات أو جيوب هوائية ثم إضافة الماء حتى يخرج من قاع الوعاء. بعد استقرار التربة يمكن إضافة المزيد من التربة التي بالتأكيد انخفض سطحها بعد إضافة الماء مع ترك مسافة بين سطح التربة وحافة الوعاء تبلغ بالتقريب 3سم. مع ملاحظة هامة أن يكون مستوى الجزء المغطى بالتربة من الجذر هو نفس الجزء المغطى بالتربة في السابق ولا يزيد عنه وهذه الملاحظة يمكن ضبطها تقريباً عند تحديد كمية الخليط التي اضيفت في قاع الوعاء. تحتاج الغاردنيا لتربة حامضية وإلا توالت المشاكل. وأفضل شهر لزراعة الغَرْدِينِيَة هو منتصف شهر فبراير أوبداية شهر مارس أو ما شابه من الظروف المناخية.

## الري
تفضل الغاردنيا التربة الرطبة باستمرار وعلى ذلك فلا يمكن تحديد كمية المياة اللازمة حيث تتو قف على
حجم النبات وحجم الحاوية الموجود بها والفصل (ربيع، صيف، الخ) وأفضل الطرق هي ان تكون التربة رطبة وكأنها كقطعة الإسفنج المعصورة فأذا اخذت قبضة من التربة وعصرتها بين الاصابع لا تتساقط المياة من بين الأصابع ولا تنفرط حبيبات التربة من الجفاف بل فقط تترطب الاصابع وهذة طريقة وصفية لما تكون علية التربة باستمرار فلا هي مبتلة جدا ولا الطبقة السطحية جافة ومتشققة

## الاحتياجات الضوئية
تفضل الغاردنيا الضوء القوي غير المباشر بمعنى أفضل منطقة من الشرفة أو المنزل يصلها الضوء القوي والهواء المتجدد باستمرار مع عدم تعريضها لأشعة الشمس المباشرة ولو أمكن أن يصلها ضوء الشمس لعدد قليل من ساعات الصباح أو المغرب فهو مفيد تفادياً للأشعة المباشرة الحارقة وقت الظهيرة وهذا مايقصد به (نصف ظل) .

## الاحتياجات الحرارية
الحرارة من أهم العوامل تأثيرا على الغاردنيا، فهي تحتاج إلى جو دافئ ليلا ونهارا ليس حارا وليس باردا والخروج عن المعدل الدافئ هو أساس عدم خروج البراعم الزهرية أو تشوهها. ,اي أن الغَرْدِينِيَة تفضل درجات الحرارة الباردة والمعتدلة. درجة حرارة حوالى 17 مئوية مساءً و24 ظهراً هي الدرجة المثالية للغَرْدِينِيَة. طبعاً هذه الحرارة صعب الحصول عليها في فصل الصيف في البلاد العربية. ولكن يسهل توفيرها في فصل الشتاء. ولكن تستطيع الغَرْدِينِيَة أن تتحمل درجات حرارة خارج النطاق الأمثل ولكن لن تزهر بالشكل المطلوب.

## التسميد
تسمد الغاردنيا من منتصف الشتاء إلى أواخر الصيف بسماد حامضي معتدل مرة كل أسبوعين وهو متوافر في المحلات الزراعية المهم أن يكون حامضياً بهذة الطريقة لن نضطر إلى إضافة الحديد بكثرة والإسراف فيه. بعض الهواة والزارعين قالوا أن إضافة قدح من القهوة كل أسبوعين يعمل على زيادة الحديد في التربة وتعديل التربة (أي ارجاعها لمستوى حامضي). كذلك استخدام السماد المكون من أوراق الأشجار المتساقطة المتحللة يعمل على الاحتفاظ بحموضة التربة.
كذلك السماد المكون من مسحوق العظام والدم (متوافر أيضاً) يؤدي للحفاظ على حموضة التربة. لا تسمد بسماد البقر في الأوعية ولكن من الممكن في الأرض مباشرة. يتوقف التسميد قبل بدء الخريف والا تعرضت النموات الصغيرة للموت في الشتاء.

## التقليم
للحفاظ على حجم مناسب للنبات وإزالة الفروع الميتة أو المشوهة أو الشاردة وذلك بعد انتهاء
فترة التزهير. الموعد المناسب في الأسبوع الأول من تشرين الأول/أكتوبر.

## التزهير
تزهر الغَرْدِينِيَة طوال السنة ويقل في الشتاء. ولكن يفضل أن يتم تقليمها في الصيف والتقليل من إزهارها وذلك لكي تزهر بكثرة في الشتاء حيث الجو المعتدل والأمثل لها. برعم الغَرْدِينِيَة لونه أخضر لوزي الشكل له ملمس شمعي. عند تفتح الزهرة تكون ناصعة البياض وتأخذ بالإصفرار الخفيف كل يوم ليصبح لونها كريمي فاتح ثم تذبل وتقع و لكن تنتج الغَرْدِينِيَة الكثير من البراعم، لكن البراعم حساسة جداً وأي تغيير في بيئة النبات ينتج عنه ذبول في أعناق البراعم ووقوعها و هي خضراء.

## المشاكل
الغَرْدِينِيَة مشهورة بصعوبة تربيتها، تصعب حتى على مربي النباتات المحترفين. تحتاج الغَرْدِينِيَة إلى ضوء كثيف غير مباشر، وجو ذو رطوبة عالية، وتربة مبللة باعتدال وأسمدة متوازنة.
للأسف الجو داخل بيوتنا غالبا ما يكون غير مناسب للغَرْدِينِيَة. غالبا ما يكون الجو داخل البيت إما مظلم بعض الشيء أو به نور شمس كافى ولكن جاف وأشعة الشمس مباشرة. في هذه البيئة الغريبة للغَرْدِينِيَة، تبدأ الأوراق الخضراء اللامعة للنبات بالإصفرار والسقوط وذبول براعمها الخضراء التي كانت تبشر بأزهار ناصعة البياض وعبير ناعم وغنى. وحتى إذا قدر للغَرْدِينِيَة البقاء فإن الآفات لن تترك لك فرصة للاستمتاع بأزهار هذا النبات الرائع.

### المشاكل الحشرية
1_جذر الغاردنيا حساس جدا لمرض تعقد الجذور لذلك عند شراء الجاردنيا من المشتل تاكد انها مطعمة على اصل مقاوم ولمعرفة ذلك ستجد انتفاخ كبير واضح على نهاية الساق فوق سطح التربة بحوالى 5:10سم هذا الجزء هو مكان التحام الاصل بالطعم ولا يجوز تغطيتة بالتربة
2_الحشرات
مثل المن ويمكن رؤيتة بالعين المجردة على السطح السفلي للورقة وفي الإصابة الشديدة على العنق والساق وللتأكد منة يلاحظ وجود مادة لزجة تشبة العسل على السطح العلوي للأوراق. لا بد من مقاومته لأنه يصيب معظم نباتات الزينة وسريع الانتشار. في حالة الإصابة الخفيفة، يمكن المسح بقطعة قماش عليها كحول أو صابون.
3_ العنكبوت يلاحظ الخيوط العنكبوتية البيضاء
4_بعض اليرقات (الديدان)
يمكن مقاومة هذه الحشرات باستخدام المبيدات الحشرية (متوافرة في محلات بيع البذور)، يكرر الرش على الأقل مرة بعد أسبوعين أو حسب الإرشادات المكتوبة.

### الأمراض الفطرية
يلاحظ وجود بودرة بيضاء تشبة الطحين (الدقيق) على السطح السفلى للورقة وعلى السطح العلوى في نفس مكان الإصابة بقع صفراء اللون قد تتخذ اللون البنى بعد ذلك قد تظهر الإصابة أيضا على البراعم وتسبب تشوها وعدم تفتحها بالكامل
الحل بسيط كما في المن أما عند الإصابة الشديدة يستخدم مبيد فطريات (متوافر أيضا). يراعى في كل الأحوال عدم الرش في الحرارة العالية أو المنخفضة أو المطر أو الرياح.

### اصفرار الأوراق
السبب المباشر للأوراق الصفراء هو الري بماء عسر أو تحول التربة إلى المستوى المتعادل أو القلوي.
الحل
للسبب الأول استخدام ماء غير عسر في الرى وللثاني استخدام السماد السائل الحامضي كل أسبوعين أو إضافة قدح من القهوة كل أسبوعين إلى وعاء الزراعة أو استخدام سماد الورقة المتحلل.
كذلك نقص الحديد ويظهر الاصفرار في المناطق الموجودة بين عروق الورقة، ويكمن الحل في إضافة الحديد (متوافر في محلات بيع البذور).

### سقوط البراعم أو انطواء الأوراق الصغيرة والنموات الحديثة
ناتج عن تغير في الظروف البيئية المحيطة بالنبات حرارة زائدة أو برودة الطقس. في هذه الحالة من المفضل نقل النبات لمكان دافئ والمحافظة على رطوبة متوسطة بشكل دائم (لا هي مبلولة ولا جافة)

### عدم خروج (تكون) البراعم الزهرية
السبب في ذلك هو ارتفاع درجة الحرارة أثناء الليل أكثر من 70 فهرنهيت أو أقل من 60 فهرنهايت
يؤدي نقص الإضائة والتربة القلوية لنفس النتيجة
للتغلب على هذه المشكلة يجب نقل النبات إلى مكان دافئ وتعريضه لأشعة الشمس.

### تبقع الاوراق باللون الأسود مع سقوط البراعم
السبب تغير في درجة الحرارة وكمية المياة غير مناسبة. يجب نقل النبات إلى مكان دافئ وتعديل كمية مياة الري.

### الوقت المناسب لشراؤها
يعتبر أفضل وقت لشراء الغَرْدِينِيَة عندما تتفتح الأوراق التويجية الخارجية وتكون الأوراق التويجية الداخلية مازالت مغلقة وذلك حتى تزهر النبتة وهي تحت رعايتك وتستطيع الاستمتاع بالزهرة إلى أطول فترة ممكنه لأن عمر الزهرة يعتبر قصير جدا حيث يبلغ عمر الزهرة المتفتحة تقريبا 3 ايام.
بالنسبة للغَرْدِينِيَة التي توضع داخل المنزل فيجب وضعها في مكان بارد مع مراعاة رش النبتة بالماء بشكل متواصل لأنها تحب الأجواء الرطبة لأن نبتة الغَرْدِينِيَة حساسة جدا، وتحتاج إلى عناية خاصة.

## ألبوم صور

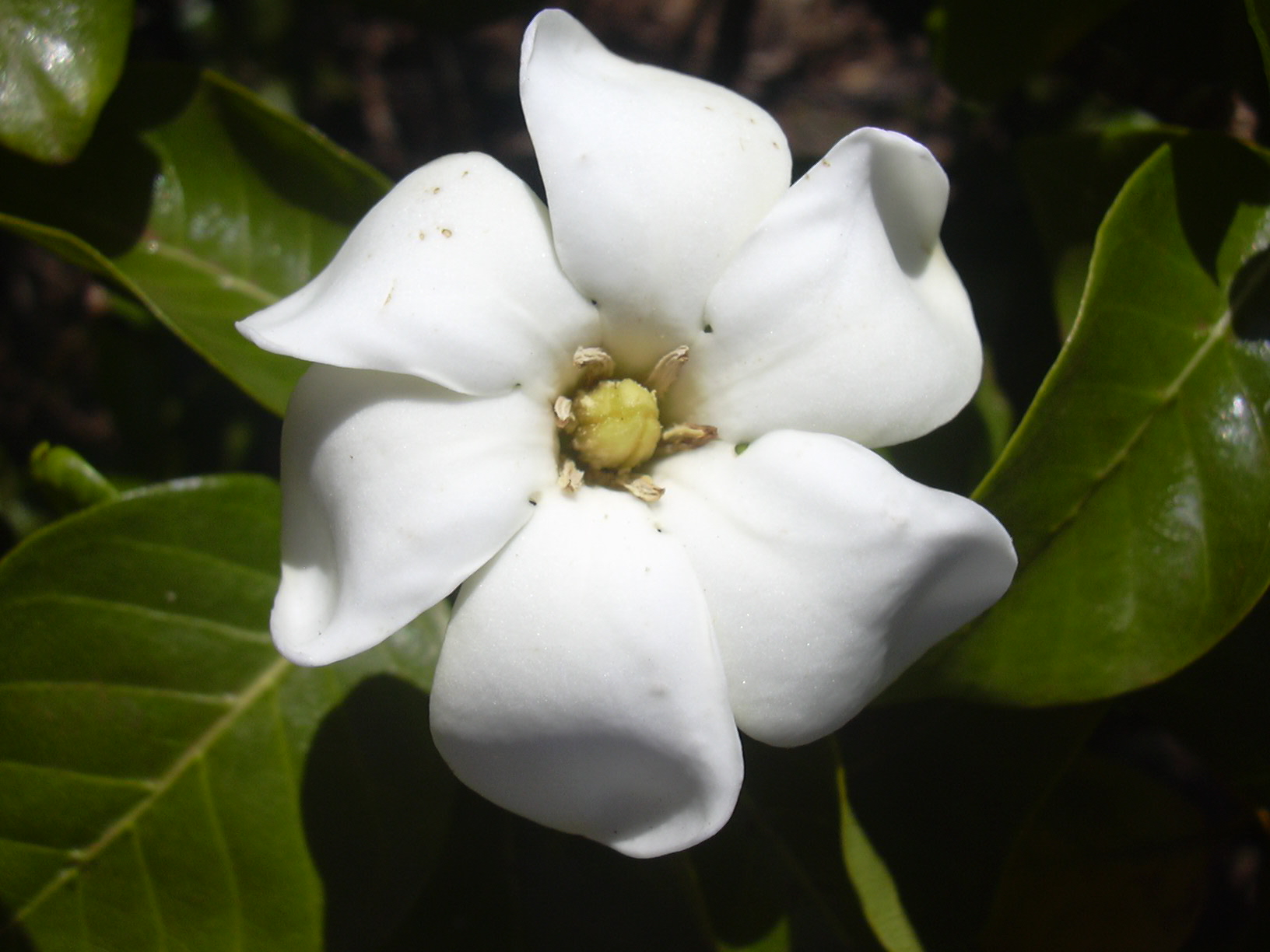
غَرْدِينِيَة بريغامي
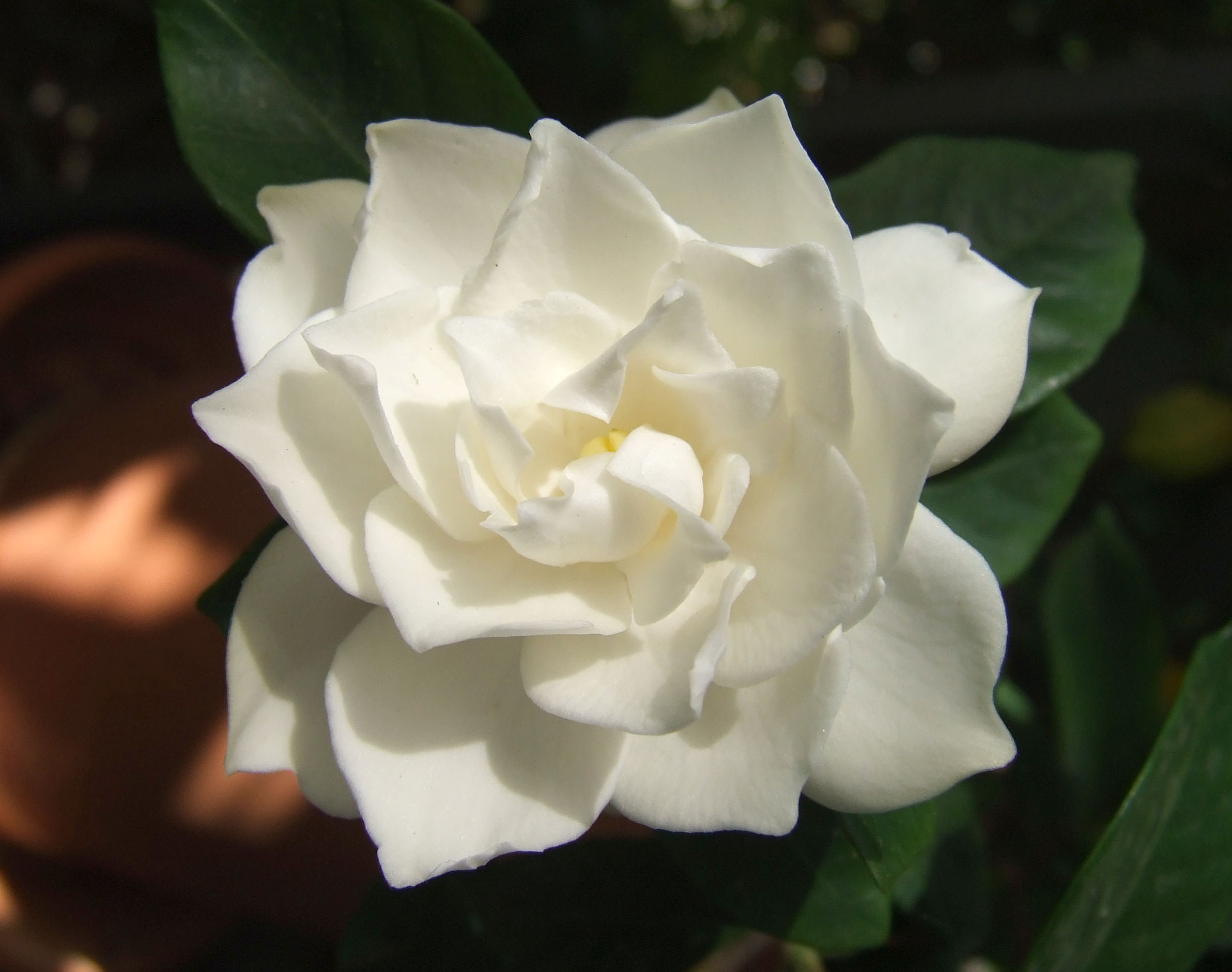
غَرْدِينِيَة الياسمين
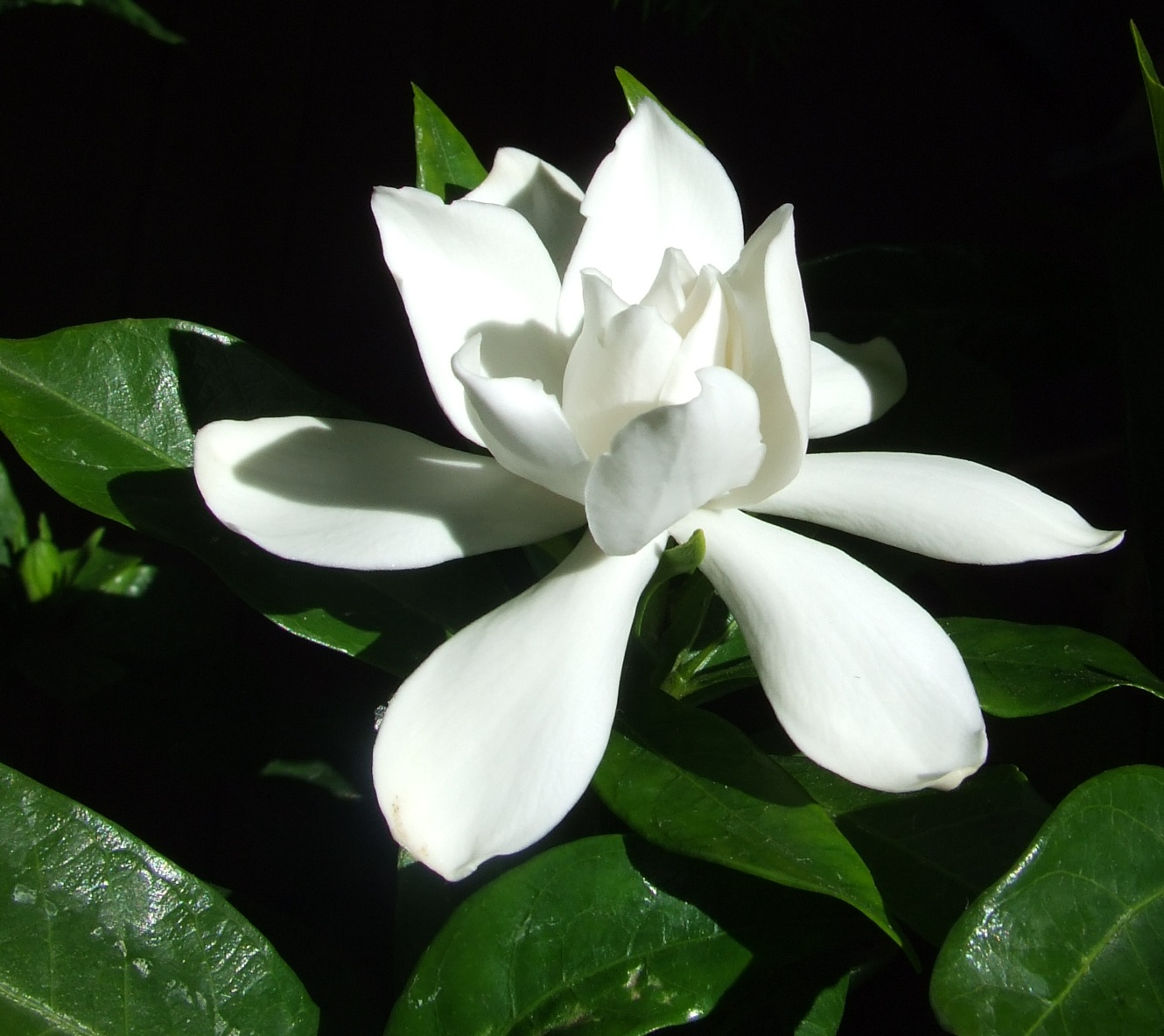
غَرْدِينِيَة المقاومة للصقيع
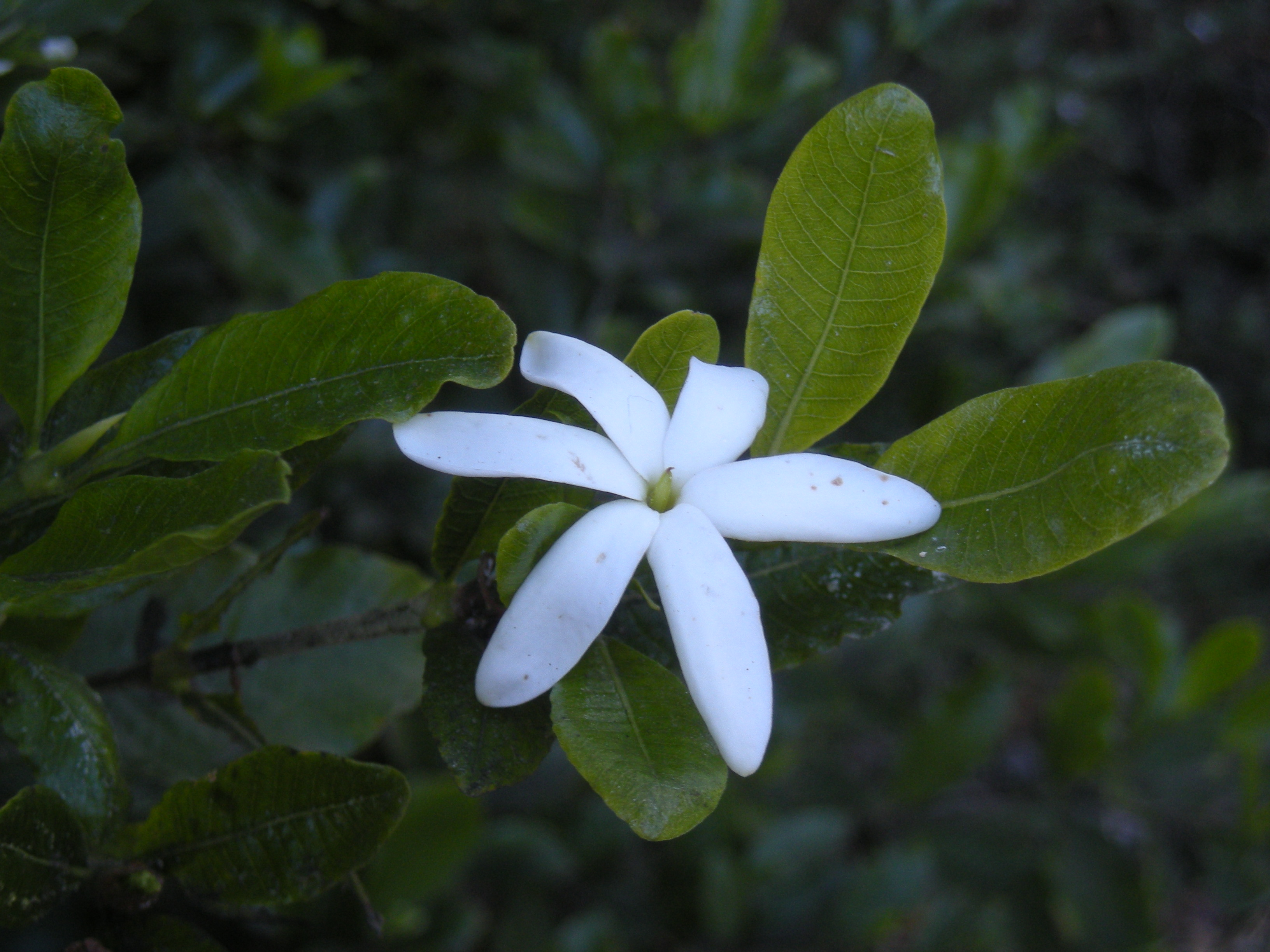
غَرْدِينِيَة خشنة الأوبار
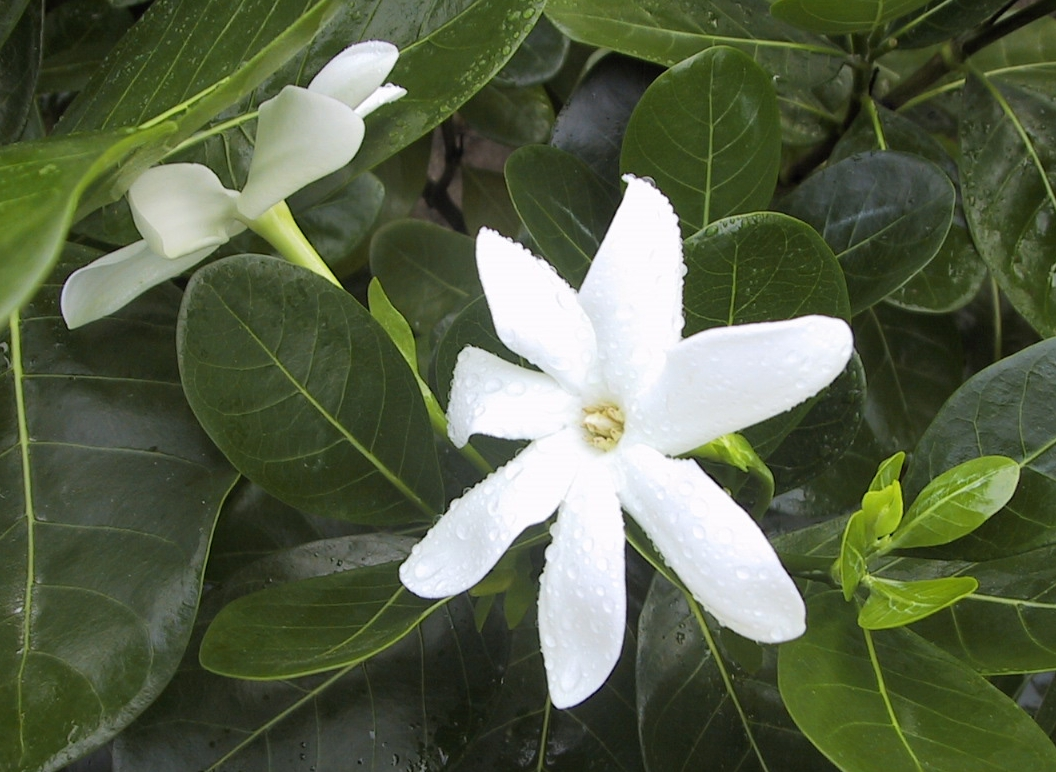
غَرْدِينِيَة تاهيتية
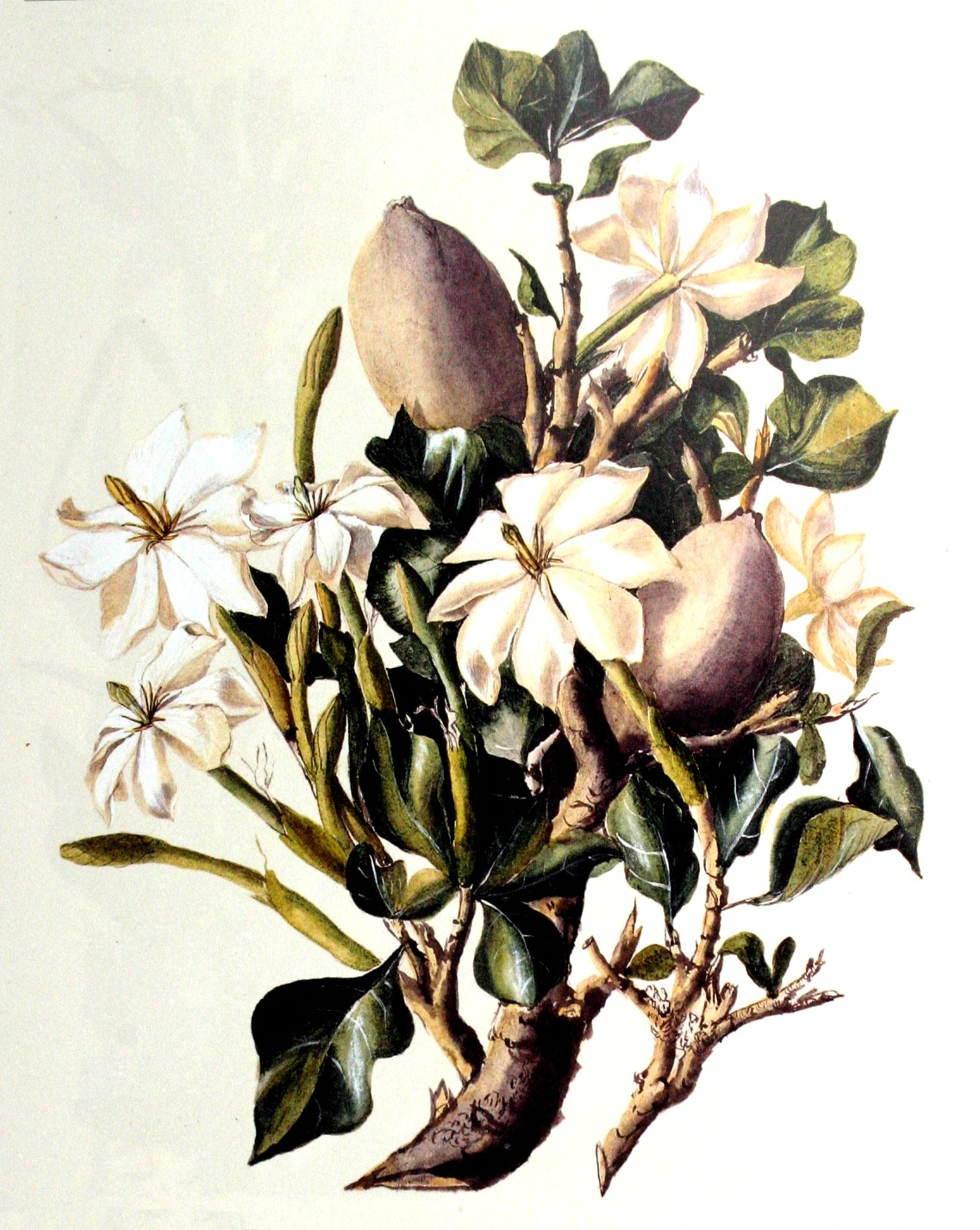
غَرْدِينِيَة تونبرغ by Edith Struben (1868-1936)
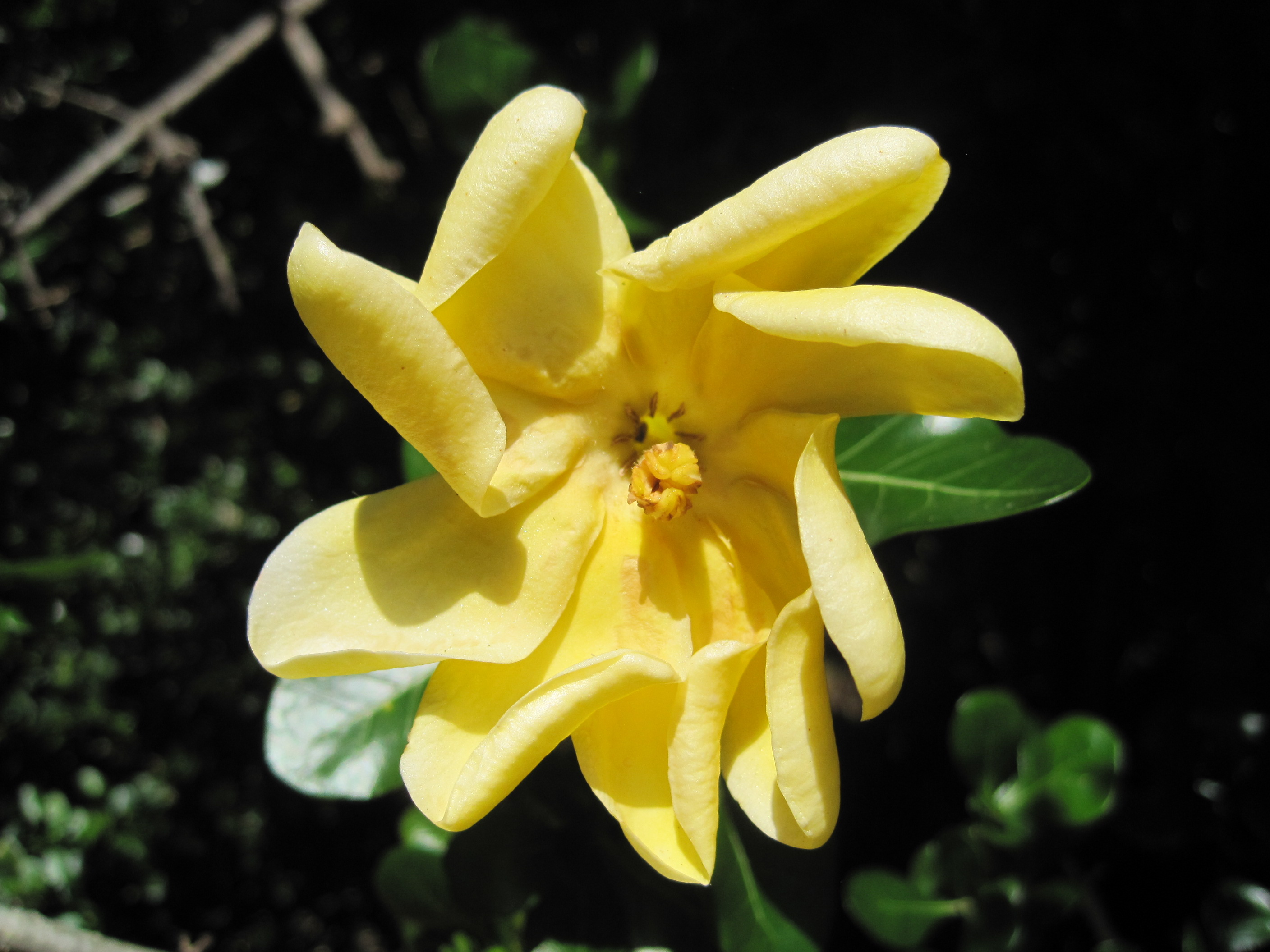
غَرْدِينِيَة فولكينسي
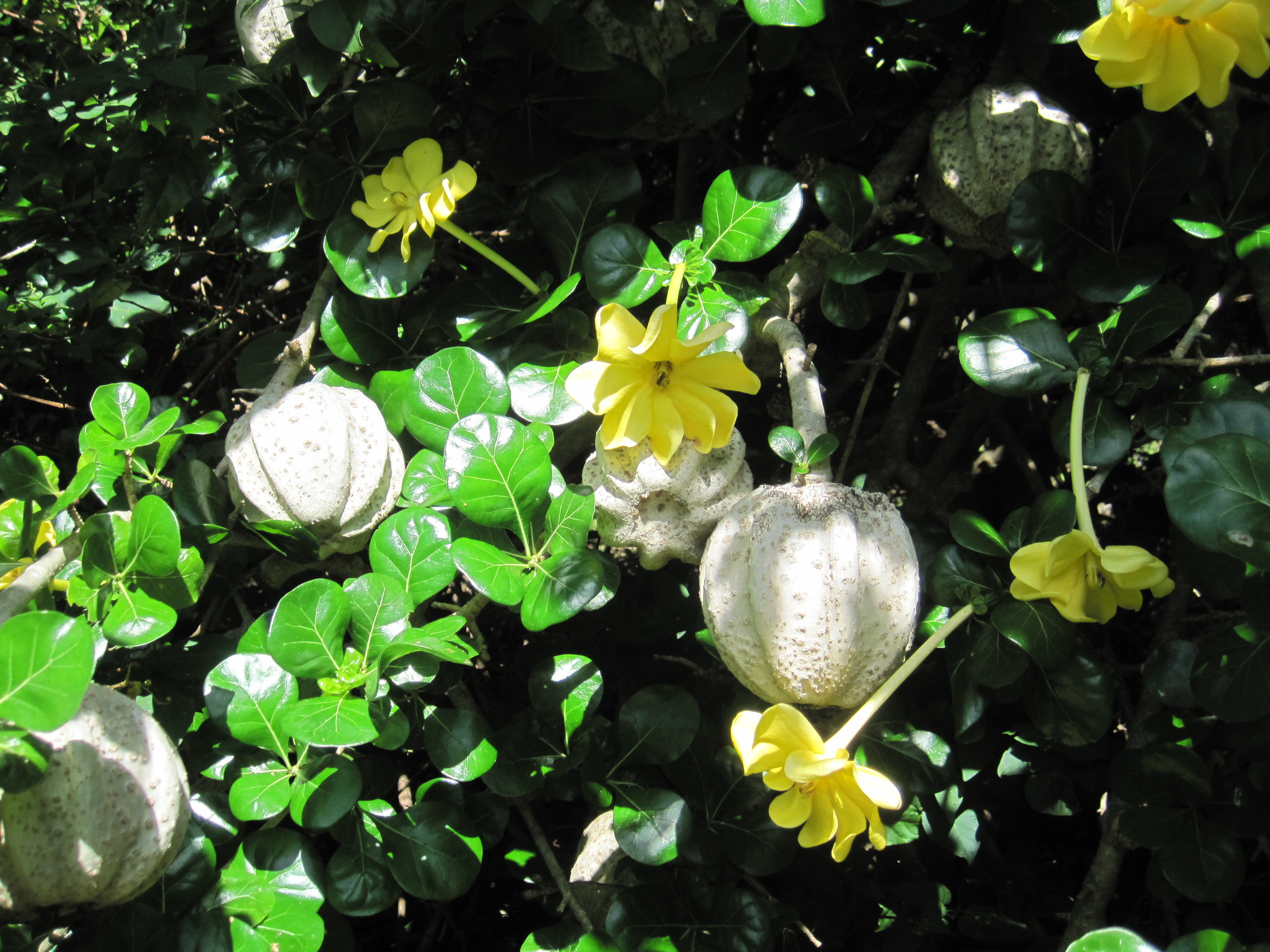
غَرْدِينِيَة بوشفلت
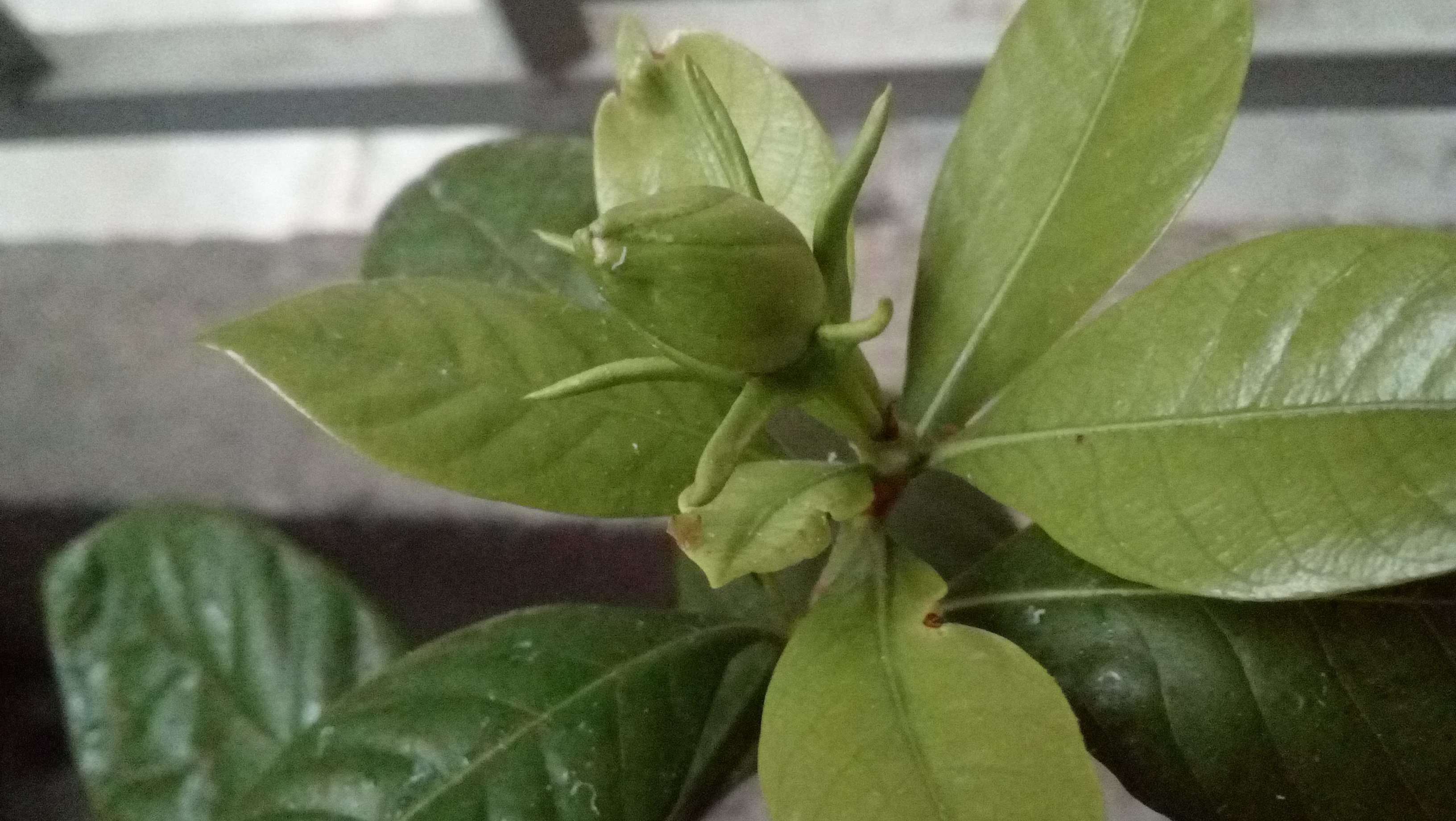
مراحل نمو زهرة الغَرْدِينِيَة (1 من 6)
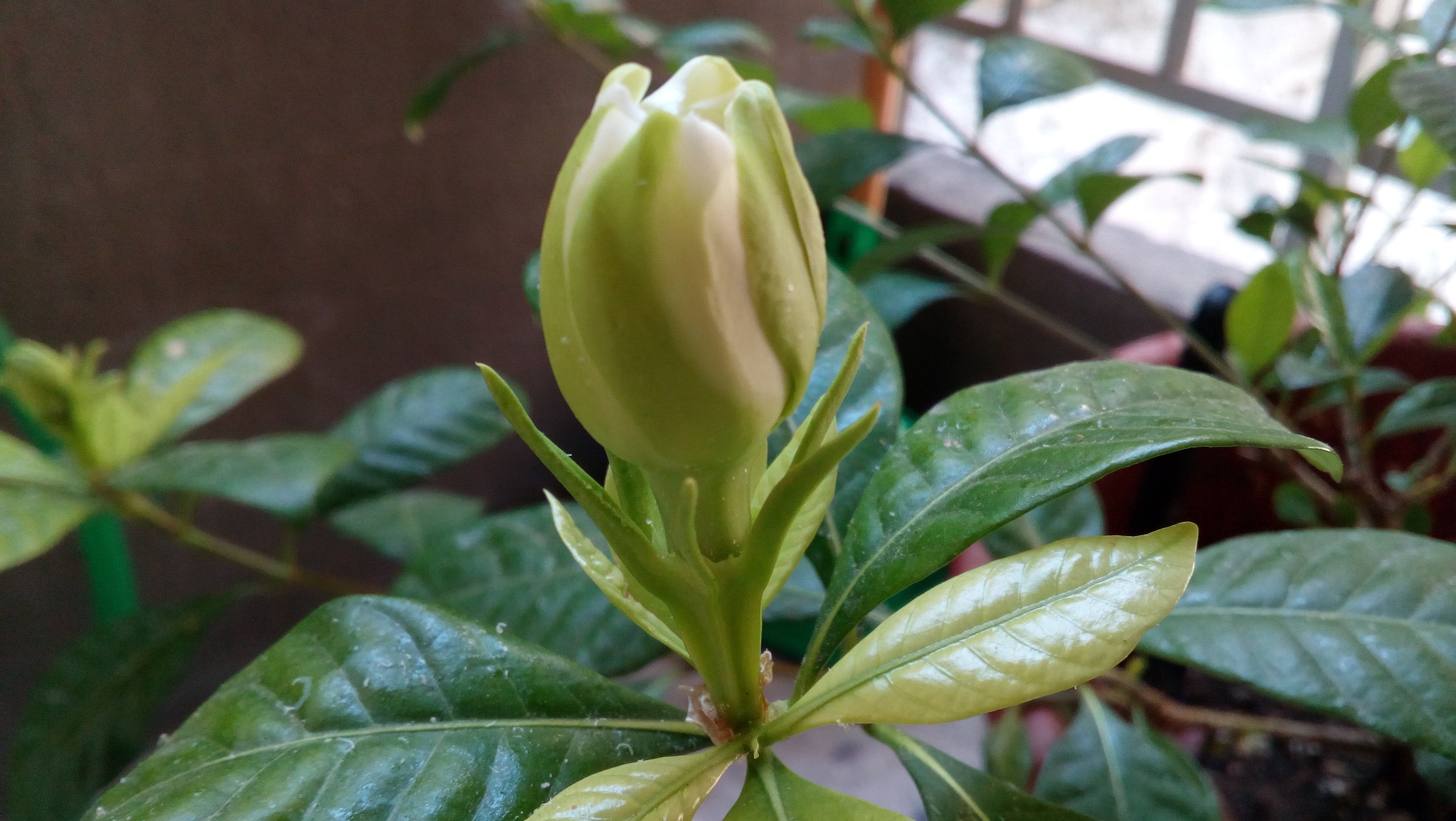
مراحل نمو زهرة الغَرْدِينِيَة (2 من 6)
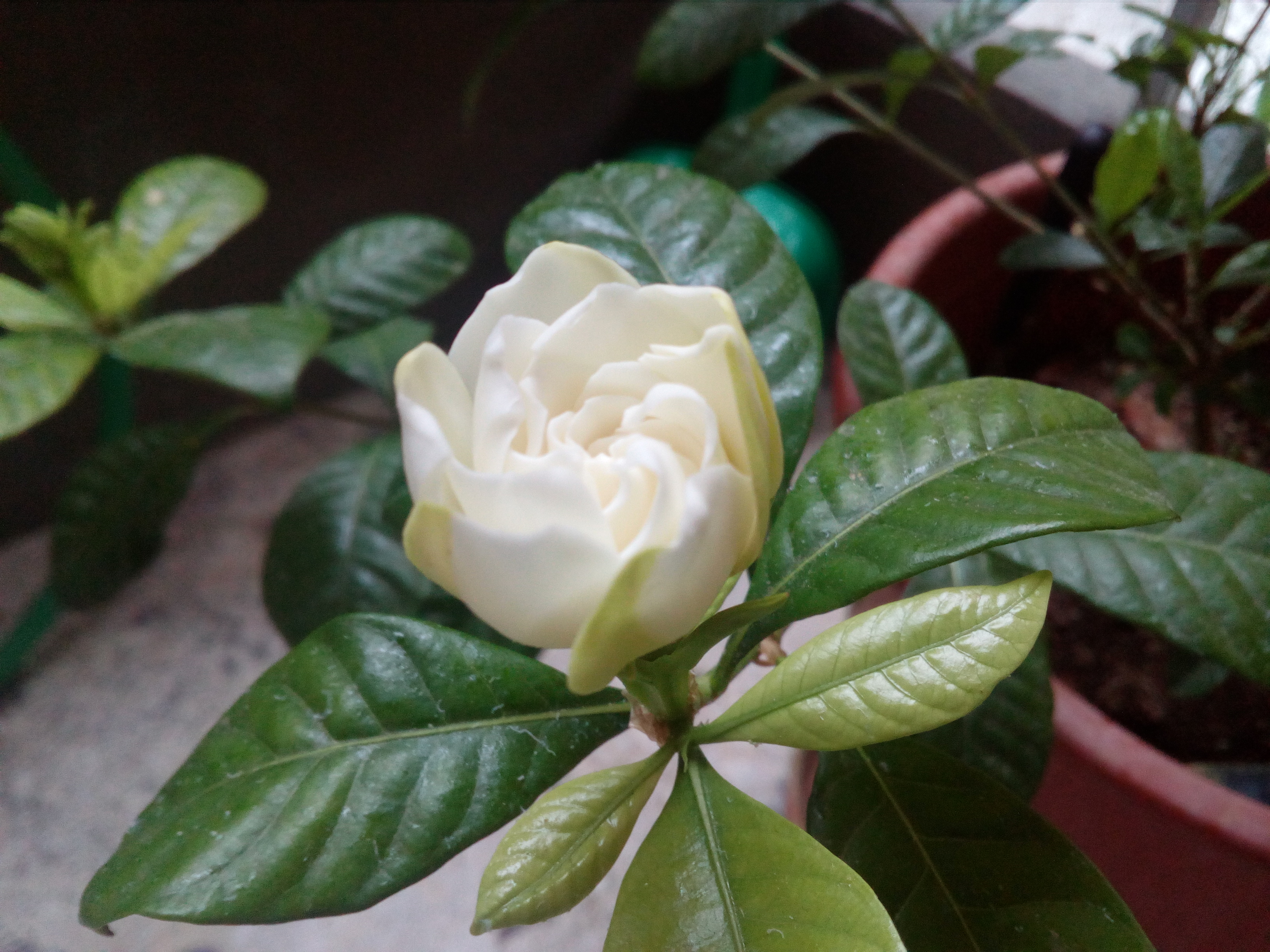
مراحل نمو زهرة الغَرْدِينِيَة (3 من 6)
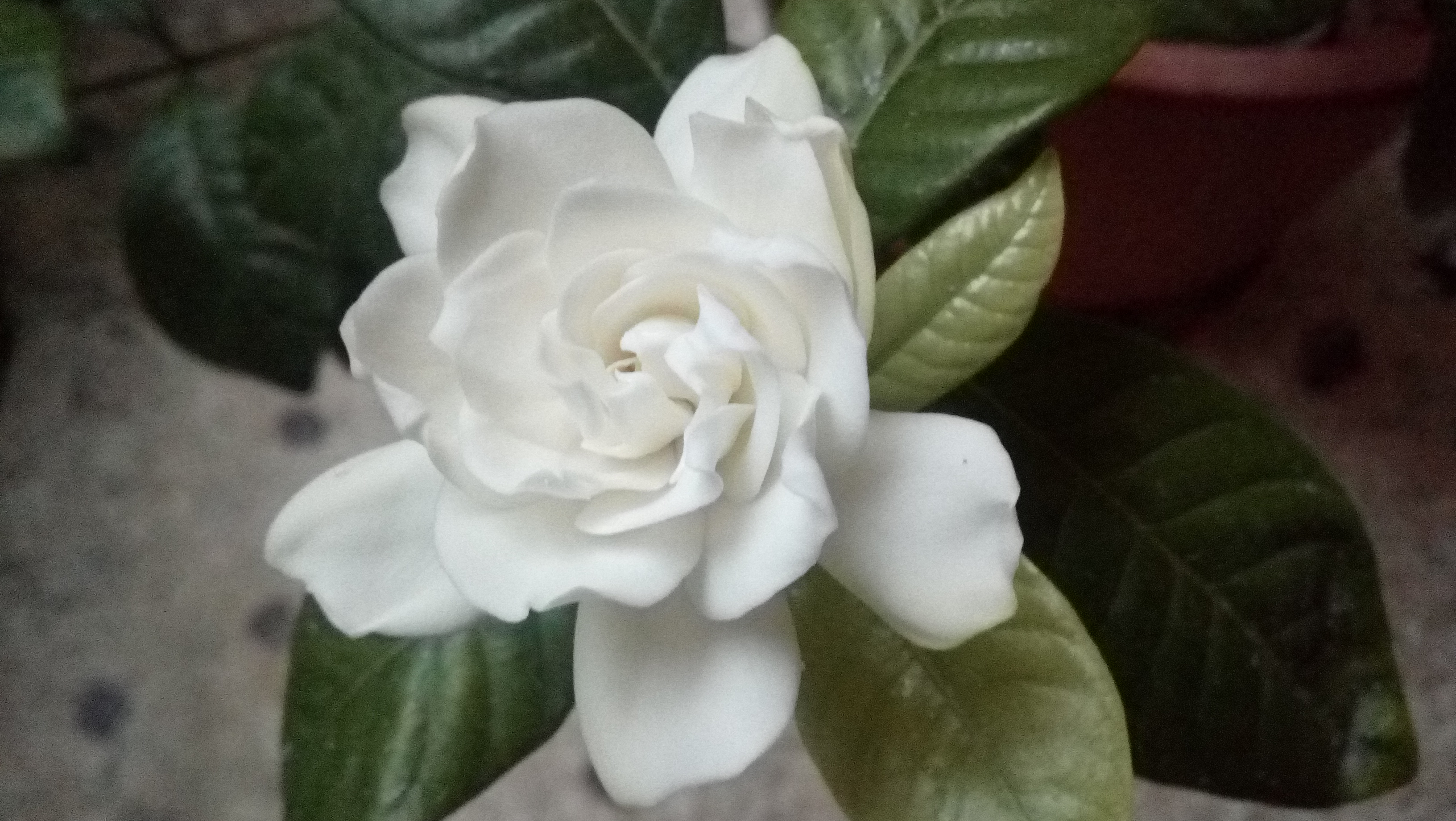
مراحل نمو زهرة الغَرْدِينِيَة (4 من 6)
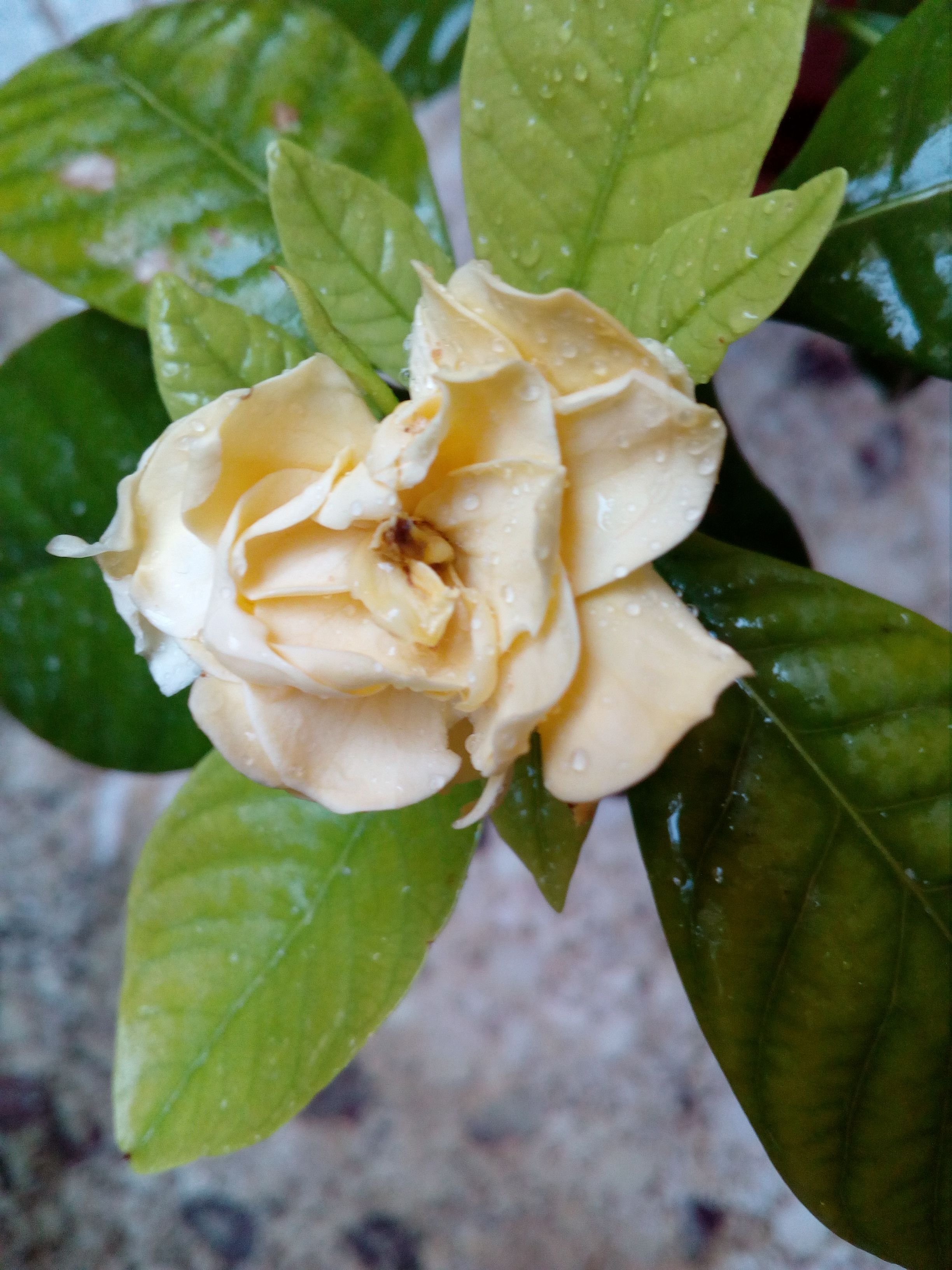
مراحل نمو زهرة الغَرْدِينِيَة (5 من 6)
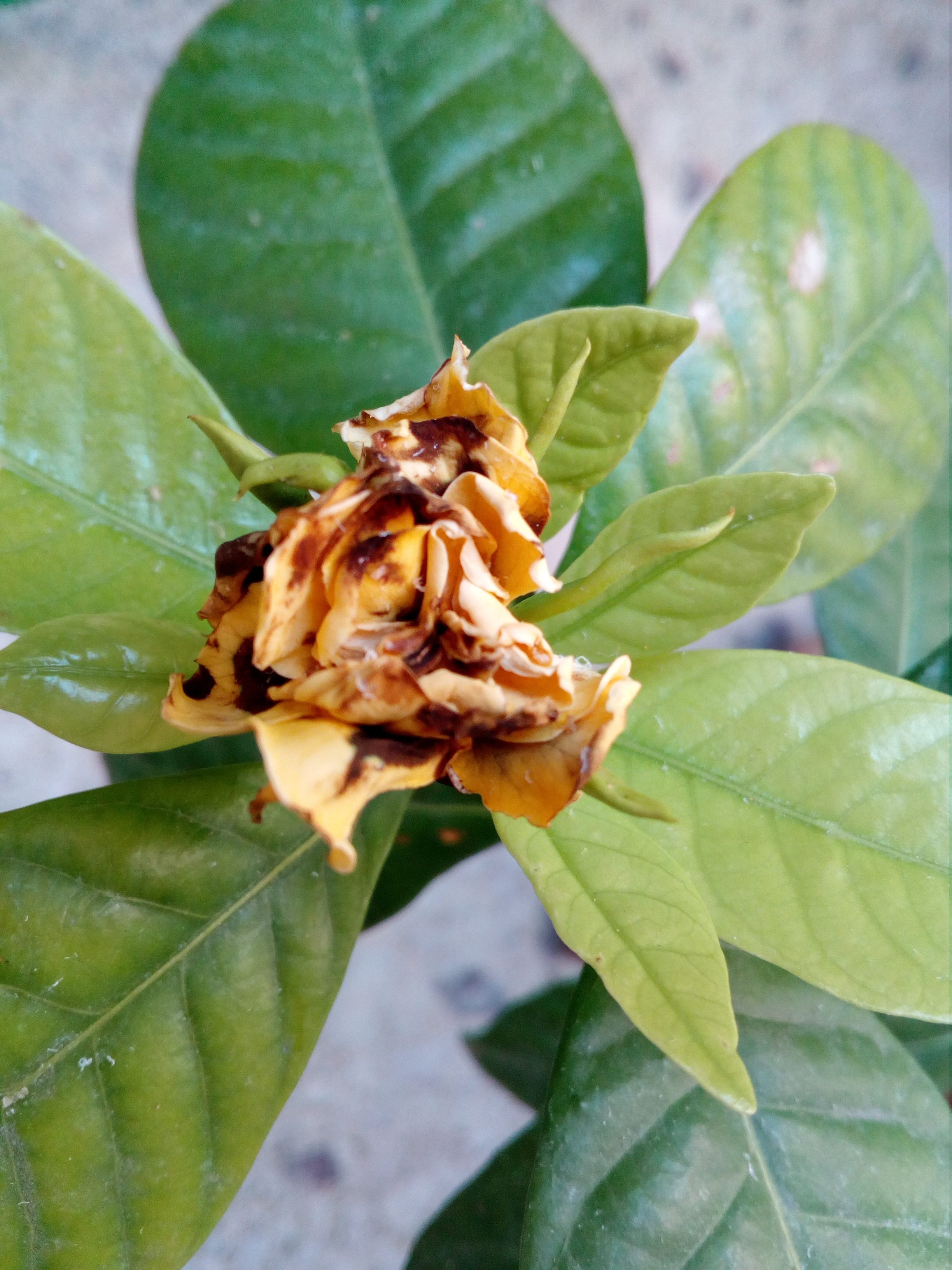
مراحل نمو زهرة الغَرْدِينِيَة (6 من 6)